# Naval Information Warfare Systems Command

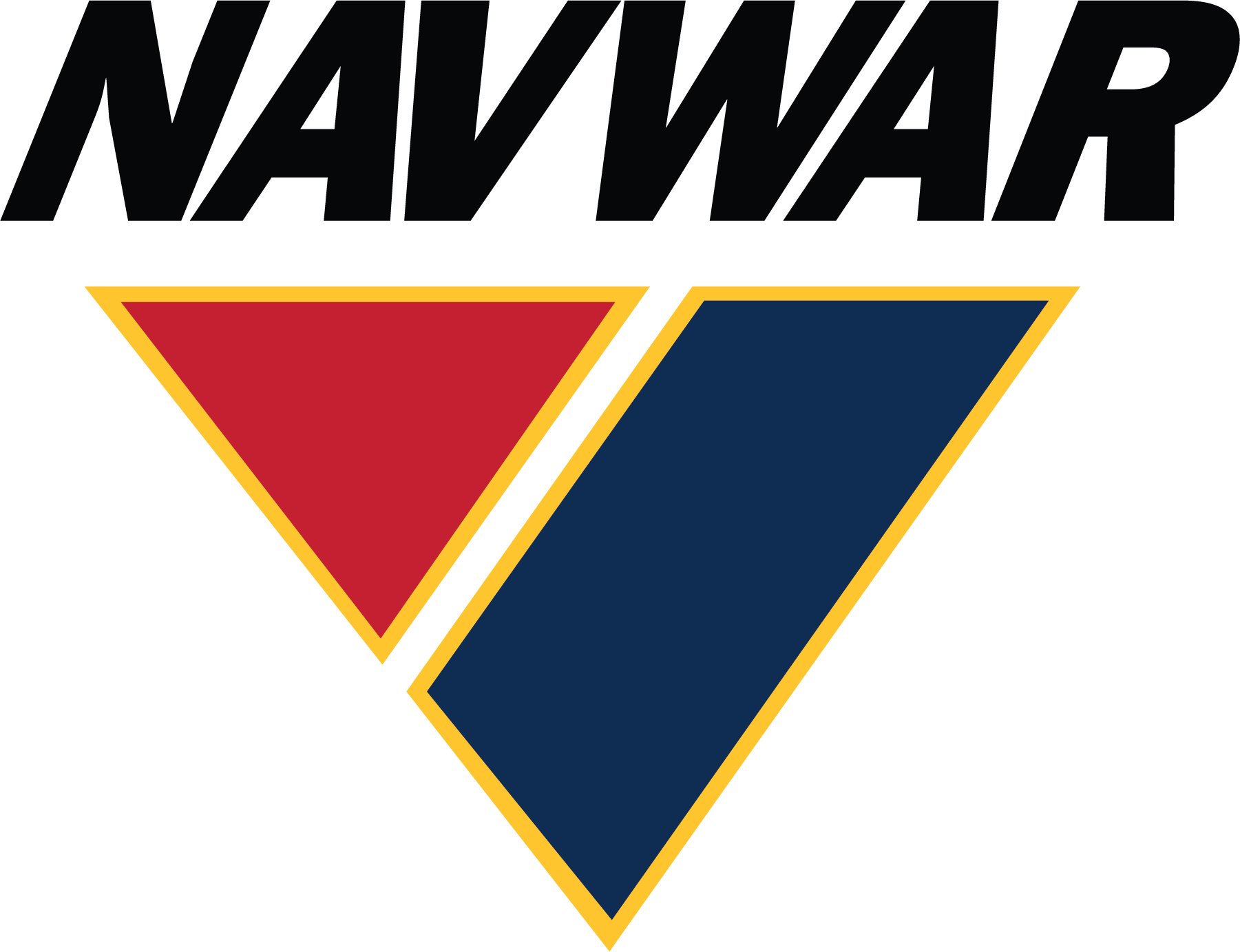
Logo du NAVWAR

Le Naval Information Warfare Systems Command (NAVWAR), nommé avant juin 2019 Space and Naval Warfare Systems Command (SPAWAR), est une organisation liée à la Marine des États-Unis et spécialisée dans les technologies de l'information et de la communication. Les missions liées aux systèmes spatiaux ont été récupérées en 2019 par la force spatiale des États‑Unis.
Plusieurs centres existent, dont le Naval Information Warfare Center Pacific (en) (jusqu'en 2019 Space and Naval Warfare Systems Center Pacific) de San Diego en Californie (qui est également le quartier général du SPAWAR) et le Naval Information Warfare Center Atlantic (en) (jusqu'en 2019 Space and Naval Warfare Systems Center Atlantic) de Charleston en Caroline du Sud.

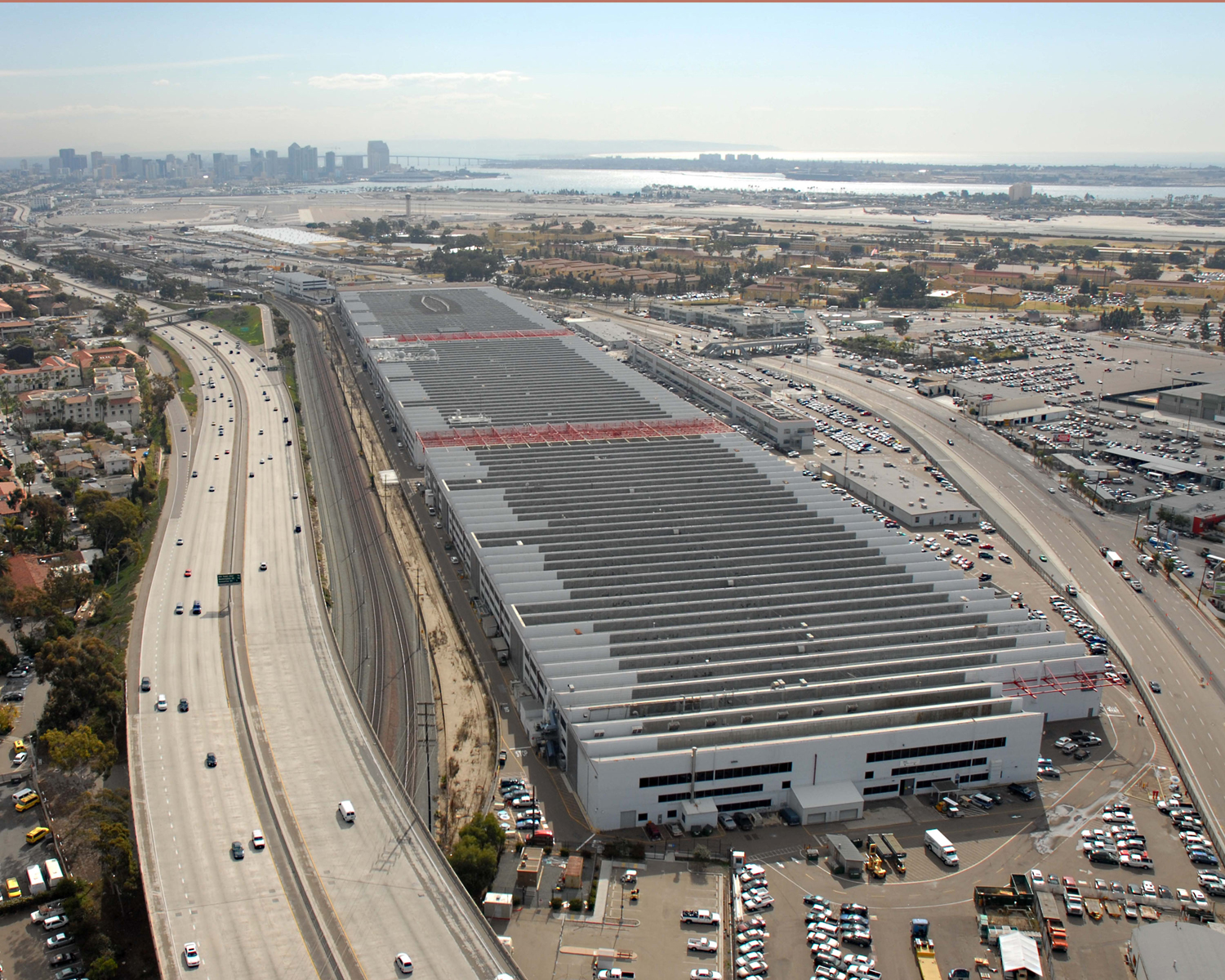
Quartier général du SPAWAR en 2010.